# Chruścielowiec rdzawy
Chruścielowiec rdzawy (Aphanapteryx bonasia) – gatunek wymarłego, nielotnego ptaka z rodziny chruścieli (Rallidae). Był endemitem maskareńskiej wyspy Mauritius, położonej na wschód od Madagaskaru na Oceanie Indyjskim. Jego bliskim krewnym był również wymarły chruścielowiec rodrigueski (Aphanapteryx leguati), niekiedy uznawany za należącego do odrębnego rodzaju. Pokrewieństwo chruścielowca rdzawego z innymi chruścielami jest niejasne. Ptaki te często ewoluują w kierunku nielotności podczas adaptowania się do bytowania na odizolowanych wyspach wolnych od drapieżnych ssaków.
Chruścielowiec rdzawy był nieco większy od kury, pokrywały go czerwonawe pióra przypominający włosy. Nogi były ciemne, dziób długi i zakrzywiony. Skrzydła były niewielkie, zaś nogi stosunkowo smukłe jak na ptaka tego rozmiaru. Wykazywał podobieństwo do chruścielowca rodrigueskiego, jednak wyróżniał się większymi rozmiarami i proporcjonalnie krótszymi skrzydłami. Porównywany był do kiwi lub bekaśnicy w swoim wyglądzie i zachowaniu. Wierzono, że żywił się bezkręgowcami, odnajdywano również muszle ślimaków ze śladami sugerującymi atak dziobem tych ptaków. Ludzie czerpali korzyści z zainteresowania tych ptaków czerwonym kolorem, używając kolorowego materiału do wabienia ich, po czym były one zabijane kijami.
Zanim w latach 60. XIX wieku odkryto szczątki subfosylne, chruścielowce rdzawe były znane badaczom wyłącznie z XVII-wiecznych opisów i ilustracji. Myślano, że reprezentowały kilka gatunków, stąd powstała duża liczba młodszych synonimów. Zasugerowano, że wszystkie informacje pochodzące z końca XVII wieku mające odnosić się do dodo tak naprawdę dotyczyły chruścielowców rdzawych, jako że dodo już wówczas wymarły. Ostatnia wzmianka o obserwacji tych chruścieli pochodzi z 1693; gatunek uważa się za wymarły około 1700 wskutek drapieżnictwa ze strony ludzi i gatunków introdukowanych.

## Taksonomia

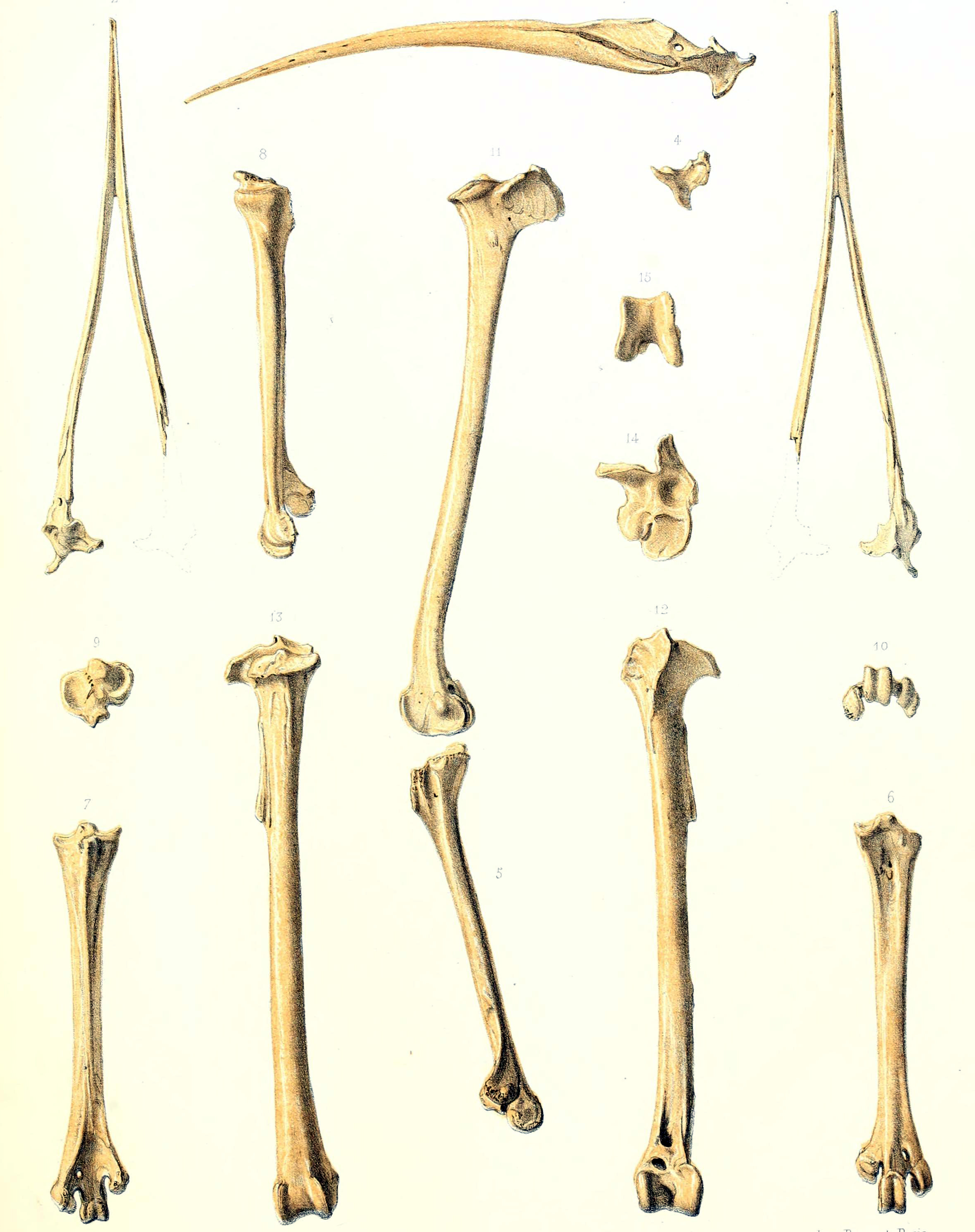
Pierwsze odkryte szczątki, 1866

Chruścielowiec rdzawy był długo znany wyłącznie z kilku dawnych opisów odnoszących się do czerwonych „kur”, nazywanych również określeniami stosowanymi w Europie dla ptaków spokrewnionych z głuszcami i kuropatwami, oraz ze szkiców podróżników – van den Broeckego i Herberta – pochodzących z lat 1617 i 1634. Początkowo myślano, że dotyczyły dwóch różnych gatunków ptaków, jednak Hugh Edwin Strickland w 1848 uznał je za odnoszące się do jednego. Hermann Schlegel przekonany był, że szkic Broeckego przedstawiał mniejszego dodo z Mauritiusa, zaś ten Herberta – dodo z Rodrigues, stąd w 1854 nadał im nazwy Didus broecki i Didus herberti. Później odkryto obraz Jacoba Hoefnagela z 1610, szkic z dziennika pokładowego okrętu Gelderland (1601) oraz opis Petera Mundy’ego, jednak tożsamość przedstawionych nań ptaków pozostała niepewna.
W latach 60. XIX wieku odkryto subfosylne kości stopy oraz żuchwę, spoczywające razem z innymi szczątkami maurytyjskich zwierząt na bagnie Mare aux Songes, zaś Alphonse Milne-Edwards w 1866 sklasyfikował je jako należące do chruściela. Określił je również jako pochodzące od ptaków przedstawionych na XVII-wiecznych ilustracjach i w opisach. W 1869 Milne-Edwards połączył nazwę rodzajową Aphanapteryx imperialis, ukutą rok wcześniej przez von Frauenfelda dla ptaka z obrazu Hoefnagela, ze starym epitetem gatunkowym bonasia, nadanym przez Longchampsa w 1848. Sélys Longchamps wcześniej nazwał rodzaj Apterornis, włączył do niego również ibisa reuniońskiego (Threskiornis solitarius) i Porphyrio coerulescens (gatunek hipotetyczny), jednak nazwa ta była już wcześniej zajęta dla Aptornis, wymarłych ptaków opisanych przez Richarda Owena w 1844. Aphanapteryx oznacza „niewidzialne skrzydło”, natomiast znaczenie bonasia jest niejasne. Niektóre dawne opisy odnosiły się do chruścielowców czerwonych nazwami zwyczajowymi stosowanymi dla jarząbka (Tetrastes bonasia), stąd nazwa z pewnością wzięła się od tego ptaka. Samo słowo prawdopodobnie pochodzi od bonasus, z łaciny znaczącego „byk”, lub bonum i assum, znaczącego „dobra pieczeń”. Zasugerowano również, że może to być zlatynizowana forma francuskiego wyrazu bonasse, tłumaczonego jako „prostoduszny” lub „dobroduszny”.
Więcej skamielin odkrył Theodore Sauzier, któremu zlecono zbadanie różnych znalezisk z Mauritiusu w 1889. Pod koniec XIX wieku kompletny okaz odnalazł Louis Etienne Thirioux.

### Ewolucja
Poza tym, że chruścielowce rdzawe były blisko spokrewnione z chruścielowcami rodrigueskimi (Aphanapteryx leguati), niewiele wiadomo o ich pokrewieństwach. Te dwa gatunki nierzadko są klasyfikowane w osobnych rodzajach, niekiedy łączone są w jeden rodzaj Aphanapteryx. Początkowo były zsynonimowane przez Newtona i Alberta Günthera w 1879 ze względu na ich podobieństwo osteologiczne. W 1892 szkocki przyrodnik Henry Ogg Forbes opisał wodnika krzywodziobego (Diaphorapteryx hawkinsi), którego uznał za nowy gatunek z rodzaju Aphanapteryx: A. hawkinsi. Jego zdaniem przedstawiciele nowego gatunku z Wysp Chatham byli bardziej podobni do chruścielowca rdzawego, niż ten był do chruścielowca rodrigueskiego. Zasugerował, że Maskareny były niegdyś połączone z Wyspami Chatham zaginionym lądem, który nazwał „Antipodea”. Forbes przeniósł chruścielowca rdzawego do osobnego rodzaju Diaphorapteryx w 1893 po zaleceniu Newtona, jednak później przywrócił mu poprzednią nazwę. Pomysł bliskiego pokrewieństwa wodnika krzywodziobego i chruścielowca rdzawego został skrytykowany przez brytyjskiego paleontologa Andrewsa ze względu na brak innych blisko spokrewnionych gatunków występujących na obydwu wyspach, zaś niemiecki ornitolog Hans F. Gadow wyjaśnił podobieństwo między chruścielami paralelizmem ewolucyjnym.
Bazując na lokalizacji geograficznej i morfologii kości nosowych, amerykański ornitolog Storrs L. Olson zasugerował w 1977, że chruścielowce rdzawe były spokrewnione z ptakami z rodzajów Gallirallus, Dryolimnas, Atlantisia i Rallus. Chruściele dotarły do wielu oceanicznych archipelagów, co często prowadziło do specjacji i utraty lotności. Według Anthony’ego S. Chekego i Juliana Hume’a utrata większości struktur piór świadczy o długiej izolacji. Być może chruściele te wywodziły się z Azji, podobnie jak wiele innych maskareńskich ptaków.

## Morfologia i anatomia

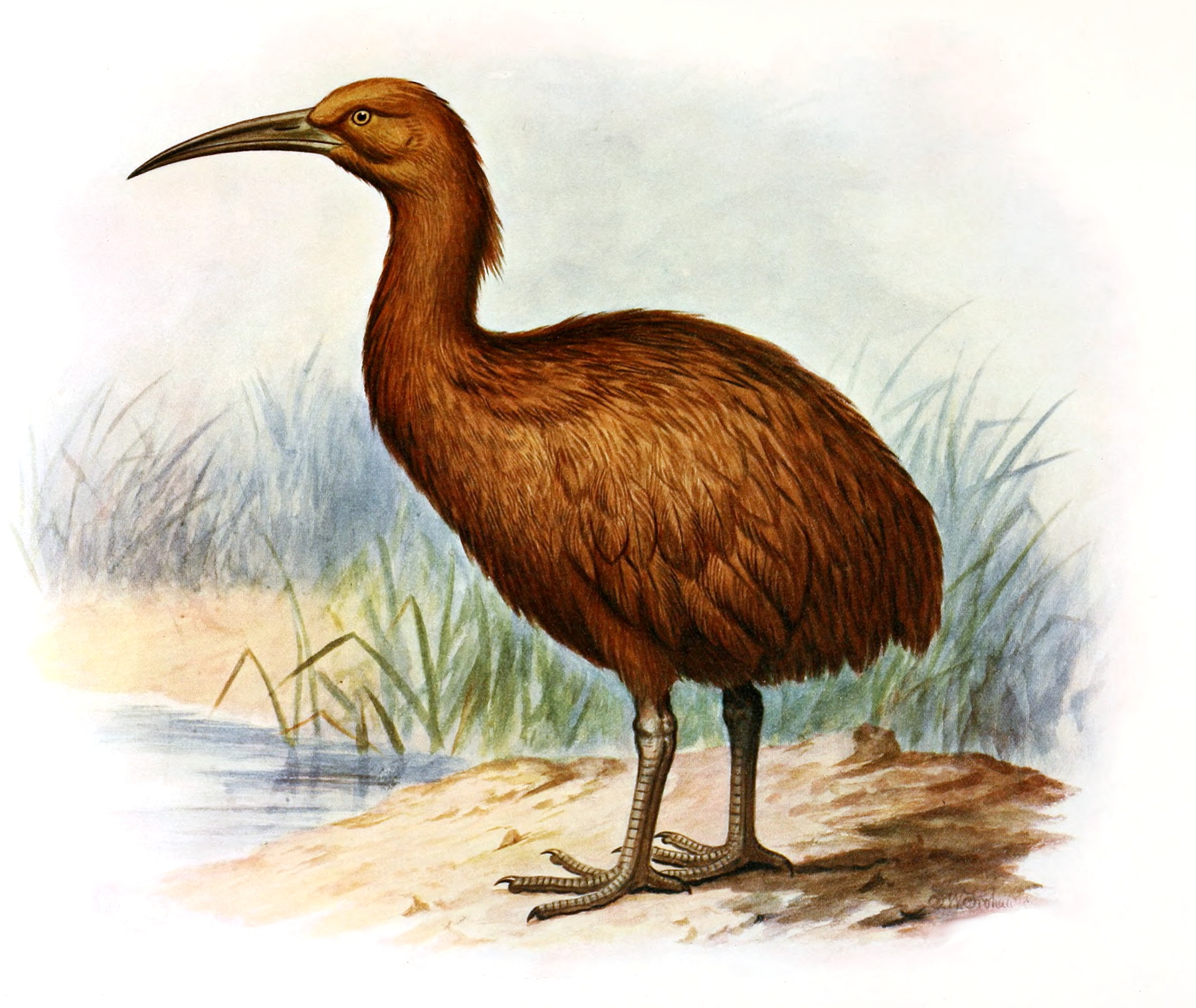
Rekonstrukcja z 1907, autor: Frederick William Frohawk

Z analizy subfosylnych szczątków, ilustracji i opisów wiadome jest, że chruścielowce rdzawe były nielotne, nieco większe od kur. Szczątki różnią się rozmiarami, co może wskazywać na istnienie dymorfizmu płciowego, który często występuje u chruścieli. Długość ciała nie jest znana, wiadomo jednak o długości poszczególnych kości: 60 mm dla miednicy, 69–71 mm dla kości udowej, 98–115 mm dla kości piszczelowo-stępowej, 79 mm dla skoku oraz 60–66 mm dla kości ramiennej. Upierzenie w większości miało barwę czerwonobrązową, puszyste pióra przypominały włosy; u żywego ptaka ogon pozostawał niewidoczny, a krótkie skrzydła niemal zupełnie znikały wśród piór okrywowych. Brązowy dziób był długi, nieco zakrzywiony. Niektóre ilustracje sugerują, że kark chruścielowców rdzawych zdobił czub. Prawdopodobnie ptaki te przypominały kiwi o lżejszej budowie, były również porównywane do bekaśnicy, zarówno w kwestii wyglądu, jak i zachowania.
Niewielkie rozmiary mostka i kości ramiennej wskazują na nielotność. Nogi były stosunkowo długie i smukłe jak na tak dużego ptaka, jednak miednicę wyróżniała masywność. Chruścielowiec rdzawy od rodrigueskiego różnił się proporcjonalnie krótszą kością ramienną, węższą i dłuższą czaszką oraz krótszymi i wyżej położonymi nozdrzami. Bazując na opisach z epoki można wywnioskować, że różniły się także znacząco upierzeniem. Chruścielowce rdzawe były ponadto mniejsze, jednak proporcje nóg były podobne u przedstawicieli obydwu gatunków, podobnie jak i budowa miednicy oraz kość krzyżowa.

### Dawne opisy
Angielski podróżnik Peter Mundy odwiedził Mauritius w 1638 i opisał chruścielowca rdzawego. Miały być to ptaki nieznacznie mniejsze od kur. Upierzenie ich opisał jako żółtawe, o barwie pszenicy. Dziób był ostry i zakrzywiony. Pióra na skrzydłach były nieliczne i niewielkie.

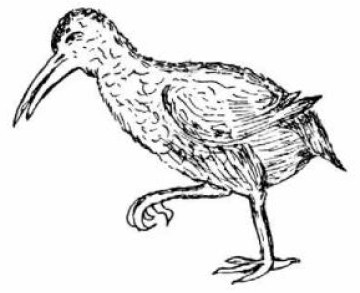
Rysunek Petera Mundy’ego, 1638

Żółtawa kolorystyka wspomniana przez Mundy’ego została użyta w 1937 przez japońskiego ornitologa Masauji Hachisuka jako argument za istnieniem osobnego gatunku, Kuina mundyi, ale sugerowano również, że mógł to być osobnik młodociany. Inny angielski podróżnik, John Marshall, w 1688 wspomniał o krótkich (lub niewystępujących wcale) ogonach i miękkich piórach przypominających puch. Chruścielowce rdzawe miały szybko i sprawnie uciekać, były jednak nielotne. Upieczone smakiem przypominały wieprzowinę, zaś ich skóra spieczoną świńską skórę.

### Przedstawienia z epoki

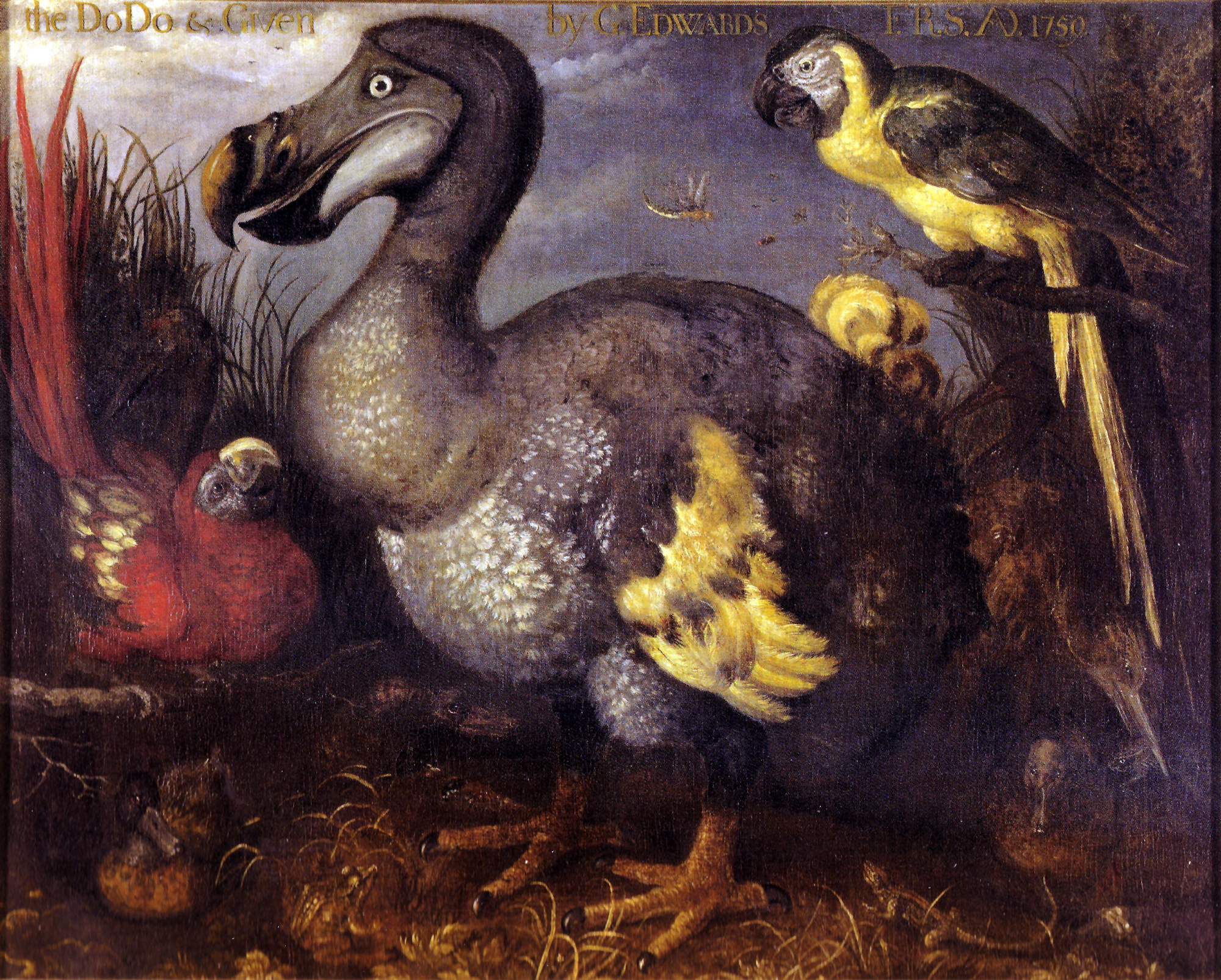
Obraz Savery’ego z 1626; być może w prawym dolnym rogu jest chruścielowiec rdzawy

Wiele informacji o wyglądzie tych ptaków pochodzi z obrazu, którego autorstwo przypisuje się Jacobowi Hoefnagelowi, bazującego na obserwacji ptaka z menażerii Rudolfa II Habsburga, wykonanego około 1610. Jest to jedyne barwne przedstawienie chruścielowca rdzawego, nie ma jednak pewności, czy przedstawia ptaka żywego, czy wypchanego. Najprawdopodobniej ptak do Europy dotarł żywy, jako że nie jest to prawdopodobne, by na pokładzie przebywali taksydermiści, a spirytus nie był wówczas jeszcze stosowany do konserwacji okazów. Większość tropikalnych zdobyczy konserwowano w postaci wysuszonych głów i stóp. Możliwe, że ptak ten żył przez pewien czas wśród innych zwierząt cesarza, które również uwieczniono w serii obrazów. Obraz odkrył w zbiorach cesarza Georg von Frauenfeld, opublikował go w 1868, wraz z przedstawieniem dodo i samego artysty. Uważa się, że to jedyny osobnik tego gatunku, który dotarł do Europy.

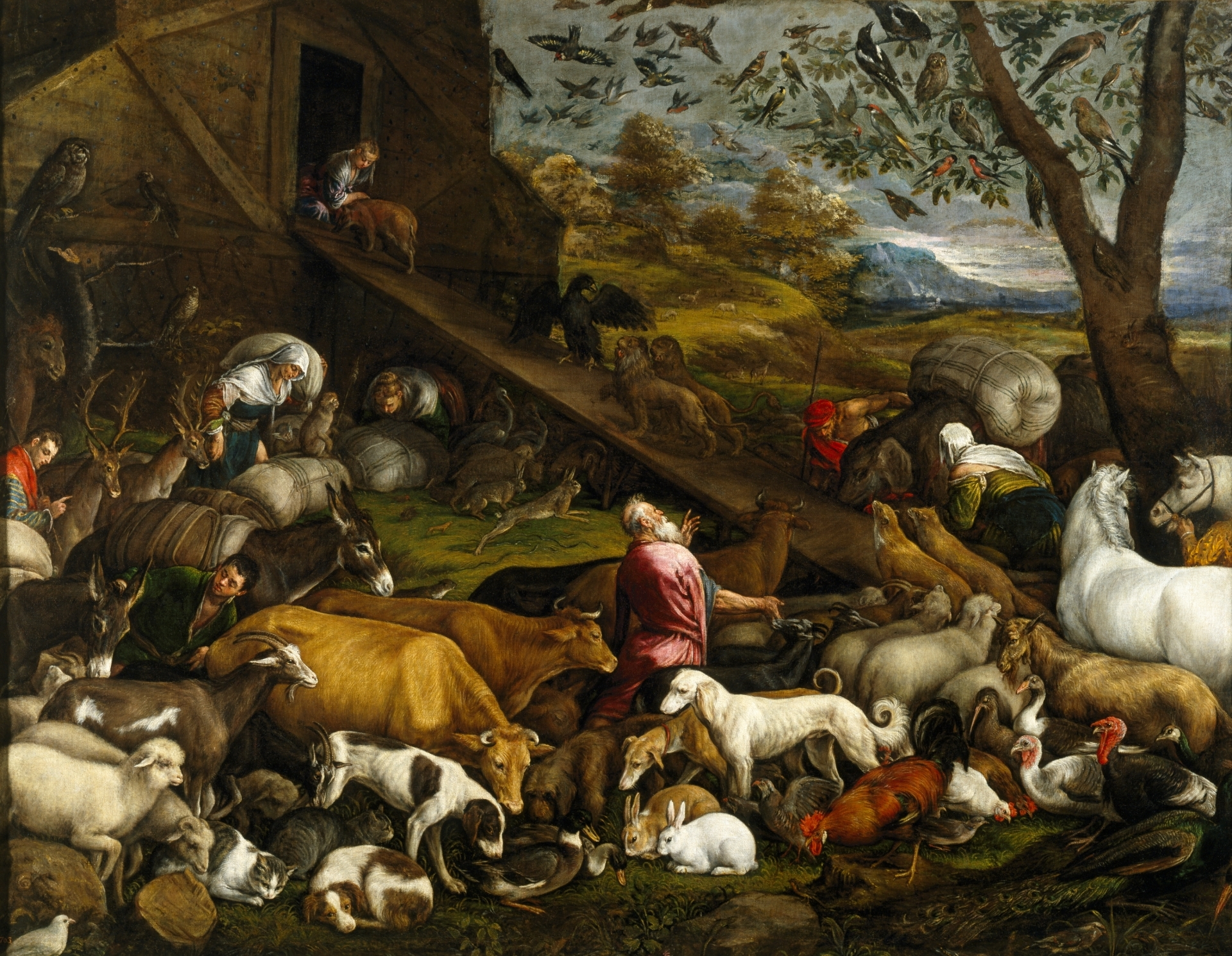
Obraz Jacopo Bassano z 1570, prawdopodobnie ukazujący chruścielowca rdzawego (prawy dolny róg)

Dziennik pokładowy okrętu Gelderland (1601–1603) Holenderskiej Kompanii Wschodnioindyjskiej, ponownie odkryty w latach 60. XIX wieku, zawiera dobrej jakości szkice kilku już wymarłych maurytyjskich ptaków, których autorstwo przypisuje się Jorisowi Laerlemu. Jeden z nich przedstawia czerwonego chruściela; nie został podpisany. Ptak zdaje się być ogłuszony lub martwy. Ten szkic to najwcześniejsze przedstawienie gatunku. Ilustrację naszkicowano ołówkiem i wykończono atramentem, niektóre szczegóły (jak głębszy dziób i zgięcie skrzydła) widoczne są tylko w szkicu. Istnieją również trzy raczej proste czarno-białe szkice, jednak różnią się między sobą na tyle, że niektórzy uznali przedstawione na nich ptaki za odrębne gatunki. Doprowadziło to do powstania kilku nazw naukowych, później zsynonimizowanych w Aphanapteryx bonasia.
Istnieją również przedstawienia ptaków, które mogą być chruścielowcami rdzawymi na trzech obrazach Roelandta Savery’ego. Na jego słynnym Edwards' Dodo (1626) połykający żabę podobny do chruściela ptak widnieje za dodo, jednak jego tożsamość jest niejasna, mógł to być bąk (Ixobrychus/Botaurus). Podobny do chruścielowca ptak widnieje również na obrazie Arca di Noè (ok. 1570) Jacopo Bassano. Podano jednak w wątpliwość tożsamość tego ptaka, argumentując, że to wątpliwe, by ptak z Mauritiusu dotarł do Włoch w tamtych czasach. Przypuszcza się, że obraz mógł namalować później jeden z jego czterech synów, malarzy używających tego samego nazwiska. Podobnego ptaka dostrzec można na obrazie Wprowadzanie zwierząt do Arki Noego Jana Brueghela Starszego.

## Ekologia i zachowanie

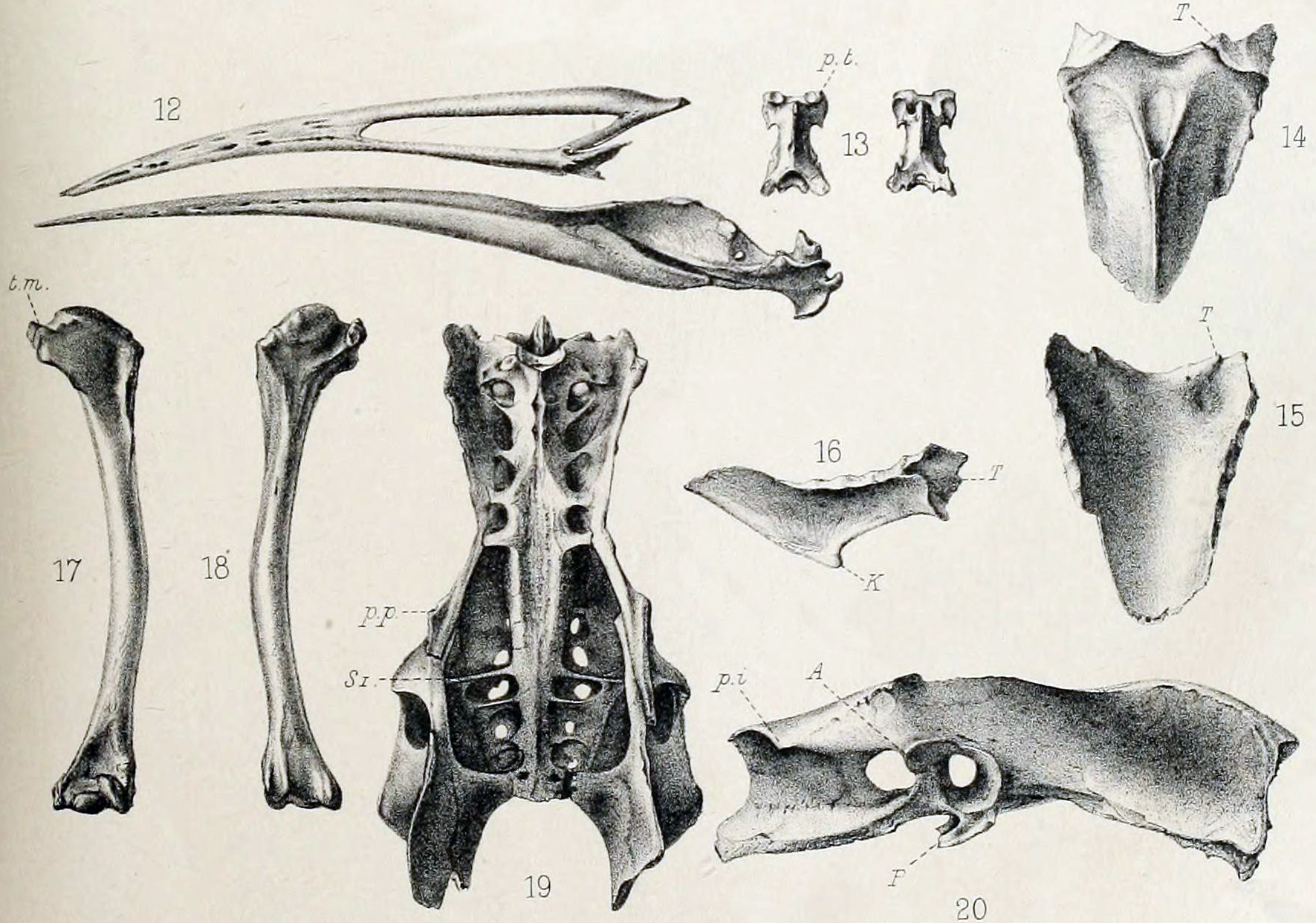
Szczątki kopalne opisane w 1893

Dawne opisy powtarzają się i nie wnoszą wiele do tematu życia chruścielowców rdzawych. Sądząc po kształcie dzioba, mogły żywić się gadami i bezkręgowcami. Na Mauritiusie było wiele endemicznych ślimaków, w tym wymarły Tropidophora carinata. Subfosylne muszle noszą ślady obrażeń pasujących do dzioba chruścielowca rdzawego. Nie były znane żadne zapiski z epoki wzmiankujące o diecie tych ptaków, zanim w 2015 nie opublikowano notatek Johannesa Pretoriusa o jego pobycie na Mauritiusie (lata 60. XVII wieku), w których wspomniał, że ptaki te rozdrapują ziemię ostrymi pazurami jak kury by znaleźć jedzenie, takie jak robaki, pod opadłymi liśćmi.
Anonimowy Niderlandczyk napisał nieco o zachowaniu tych ptaków w 1631. Miały być drobnej postury, powolne, stąd łatwo było je złapać. Broniły się ostrym i szpiczastym dziobem. Spłoszone okazywały się być bezradne, chaotycznie biegały wokół, każdy w innym kierunku.

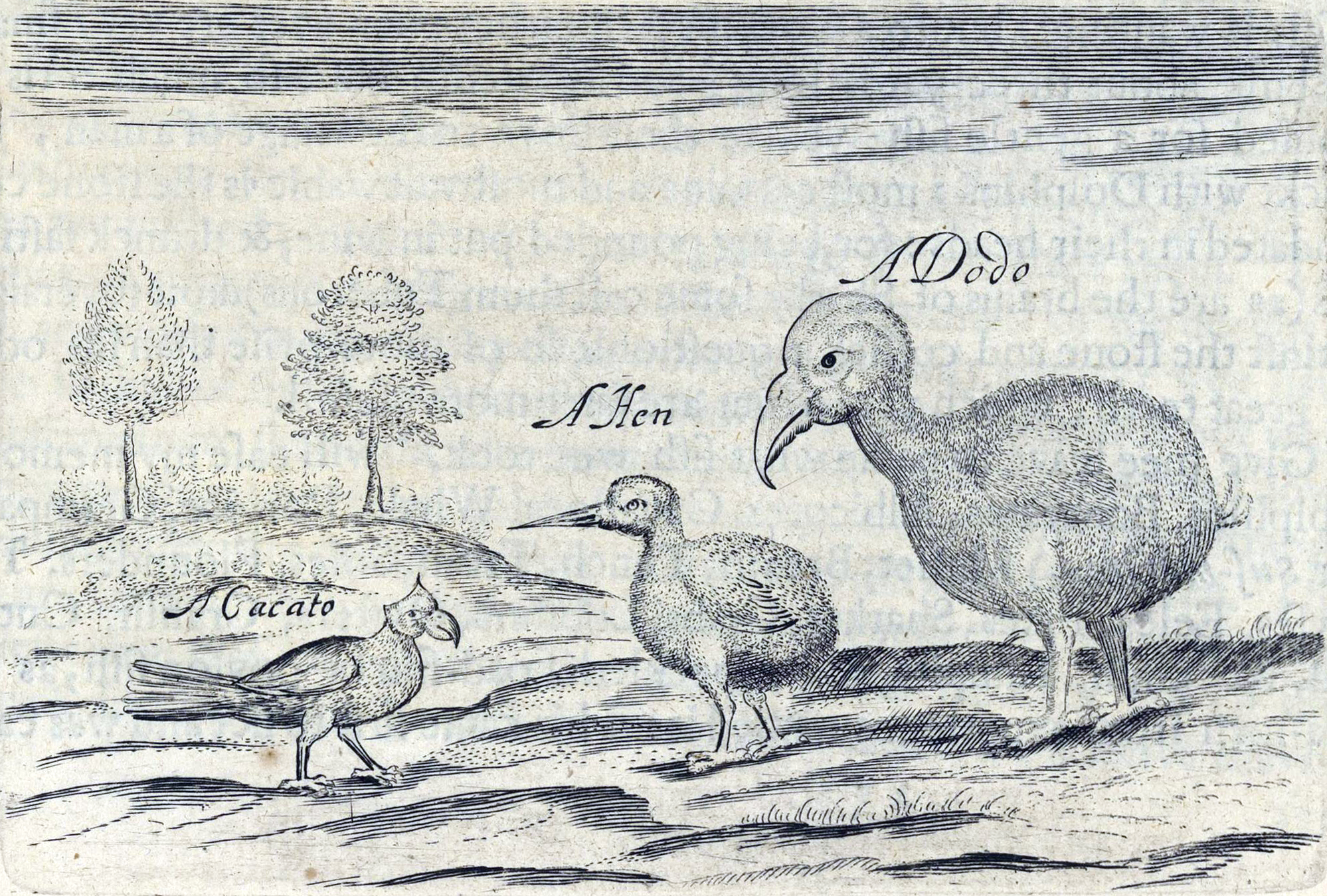
Szkic z 1634 autorstwa Sir Thomasa Herberta, ukazujący papugę maurytyjską (Lophopsittacus mauritianus), chruścielowca rdzawego i dodo

Choć były to ptaki zwinne i z łatwością uciekały, łatwo było je zwabić, machając czerwonym materiałem, do których zbliżały się, by zaatakować; podobne zachowanie zaobserwowano u spokrewnionych chruścieli rodrigueskich. Ptaki z łatwością można było podnieść, a ich płaczliwy głos zwabiał na miejsce kolejne ptaki, jako że zwierzęta te, ewoluujące na terenie wolnym od drapieżnych ssaków, były ciekawskie i nie okazywały lęku przed człowiekiem.
Angielski podróżnik sir Thomas Herbert w 1634 opisał zachowanie wobec czerwonego materiału. Po pokazaniu im takowego całe stado wbiegało w ów skrawek materiału. Gdy jeden został zabity, pozostałe nie uciekały i również były zabijane. Także i ten autor wspomniał o smaku podobnym do wieprzowiny. Chruścielowiec rdzawy podzielił los wielu innych endemitów Mauritiusu wymarłych po przybyciu na wyspę człowieka, który poważnie naruszył ekosystem wyspy, czyniąc go trudnym do odtworzenia. Przed nadejściem ludzi Mauritius był całkowicie pokryty lasami, obecnie jest ich niewiele ze względu na wycinkę. Zachowana endemiczna fauna wyspy nadal jest w poważnym niebezpieczeństwie. Chruścielowce rdzawe żyły wśród innych wymarłych gatunków ptaków, jak: dodo, papuga maurytyjska (Lophopsittacus mauritianus), aleksandretta szara (Psittacula bensoni), koralczyk maurytyjski (Alectroenas nitidissimus), uszatnik duży (Mascarenotus sauzieri), łyska maskareńska (Fulica newtonii), kazarka maurytyjska (Alopochen mauritiana), cyraneczka maskareńska (Anas theodori) i ślepowron maurytyjski (Nycticorax mauritianus). Do wymarłych maurytyjskich gadów należą: Cylindraspis inepta, C. triserrata, Leiolopisma mauritiana, Leiolopisma mauritiana i Bolyeria multocarinata. Rudawka maskareńska (Pteropus subniger) i ślimak Tropidophora carinata występowały zarówno na Mauritiusie, jak i Reunionie, ale wymarły na obydwu wyspach. Wymarły także niektóre rośliny, jak np. Casearia tinifolia.

## Relacje z ludźmi

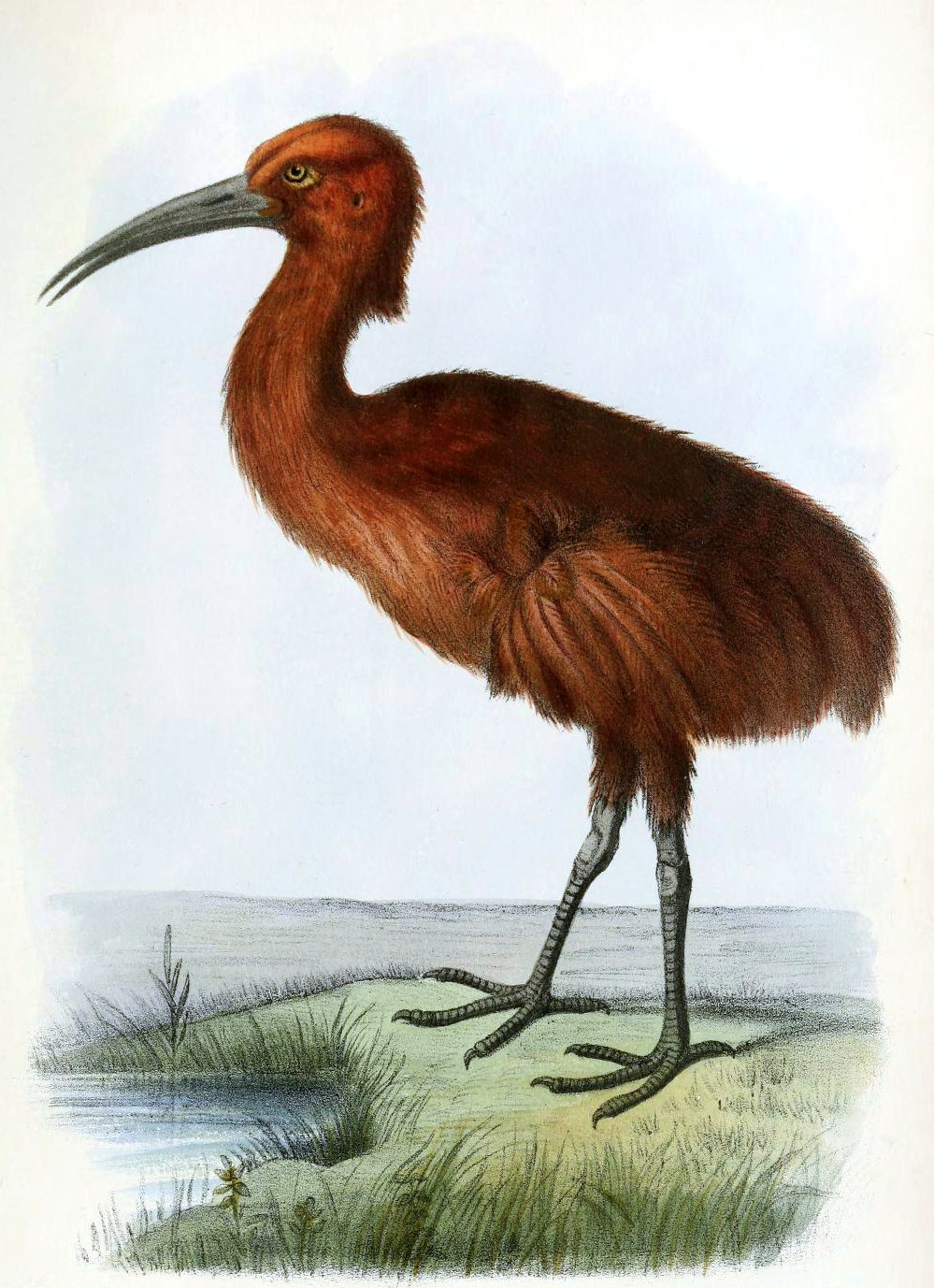
Pochodząca z 1869 adaptacja obrazu Hoefnagela

Choć do brzegów Mauritiusu przybijały arabskie statki już w średniowieczu oraz portugalskie okręty między 1507 a 1513, członkowie załóg nie osiedlali się na wyspie. Holenderskie imperium kolonialne przejęło wyspę w 1598, nazywając ją na cześć Maurycego Orańskiego. Była później używana jako punkt zaopatrywania okrętów Holenderskiej Kompanii Wschodnioindyjskiej. Dla żeglarzy odwiedzających wyspę począwszy od 1598 lokalna fauna miała znaczenie głównie kulinarne. Dodo uchodził niekiedy za nieprzyjemnego w smaku, jednak chruścielowce rdzawe stanowiły popularną zwierzynę łowną wśród holenderskich i francuskich osadników. Ich wspomnienia zawierają informacje o łatwości chwytania tych ptaków i smaku zbliżonym do wieprzowiny.

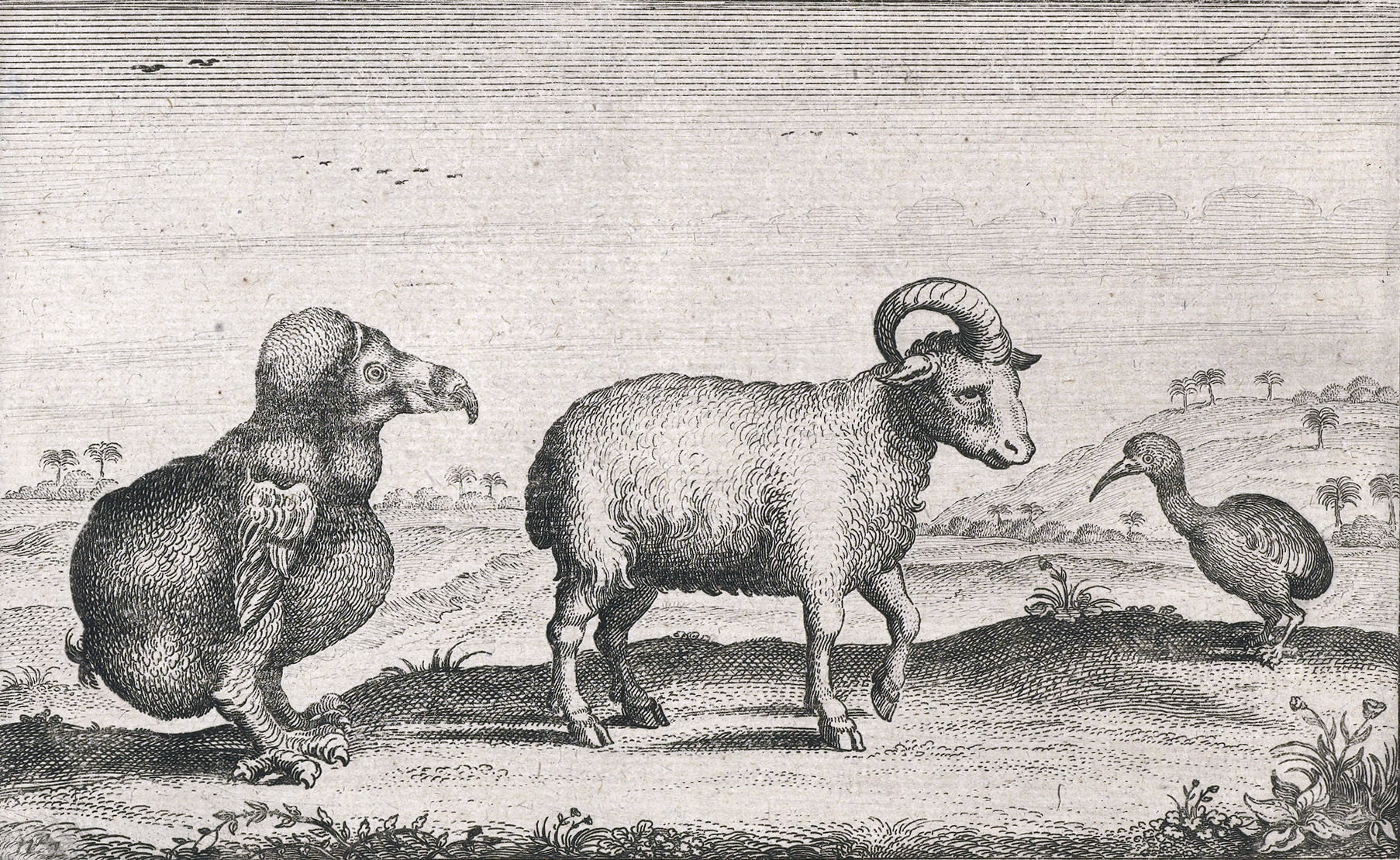
Rysunek Pietera van de Broeckego z 1617 przedstawiający dodo, jednorogą owcę i chruścielowca rdzawego

Johann Christian Hoffmann, który przebywał na wyspie na początku lat 70. XVII wieku, opisał polowania na chruścielowce tak:

... jest tu również pewien rodzaj ptaków znanych jako toddaerschen, rozmiaru zwykłej kury. [By je złapać] weź mały patyk w prawą dłoń, a lewą owiń czerwoną szmatą i pokaż ptakom, które zazwyczaj przebywają w dużych stadach; te głupie zwierzęta rzucają się niemal bez zawahania na szmatę. Nie jestem w stanie powiedzieć, czy to nienawiść, czy umiłowanie do tego koloru. Gdy są wystarczająco blisko, możesz bić je patykiem, a potem tylko zbierać. Gdy tylko złapiesz jednego w dłoń, wszystkie inne biegną mu na pomoc i możesz zgotować im ten sam los

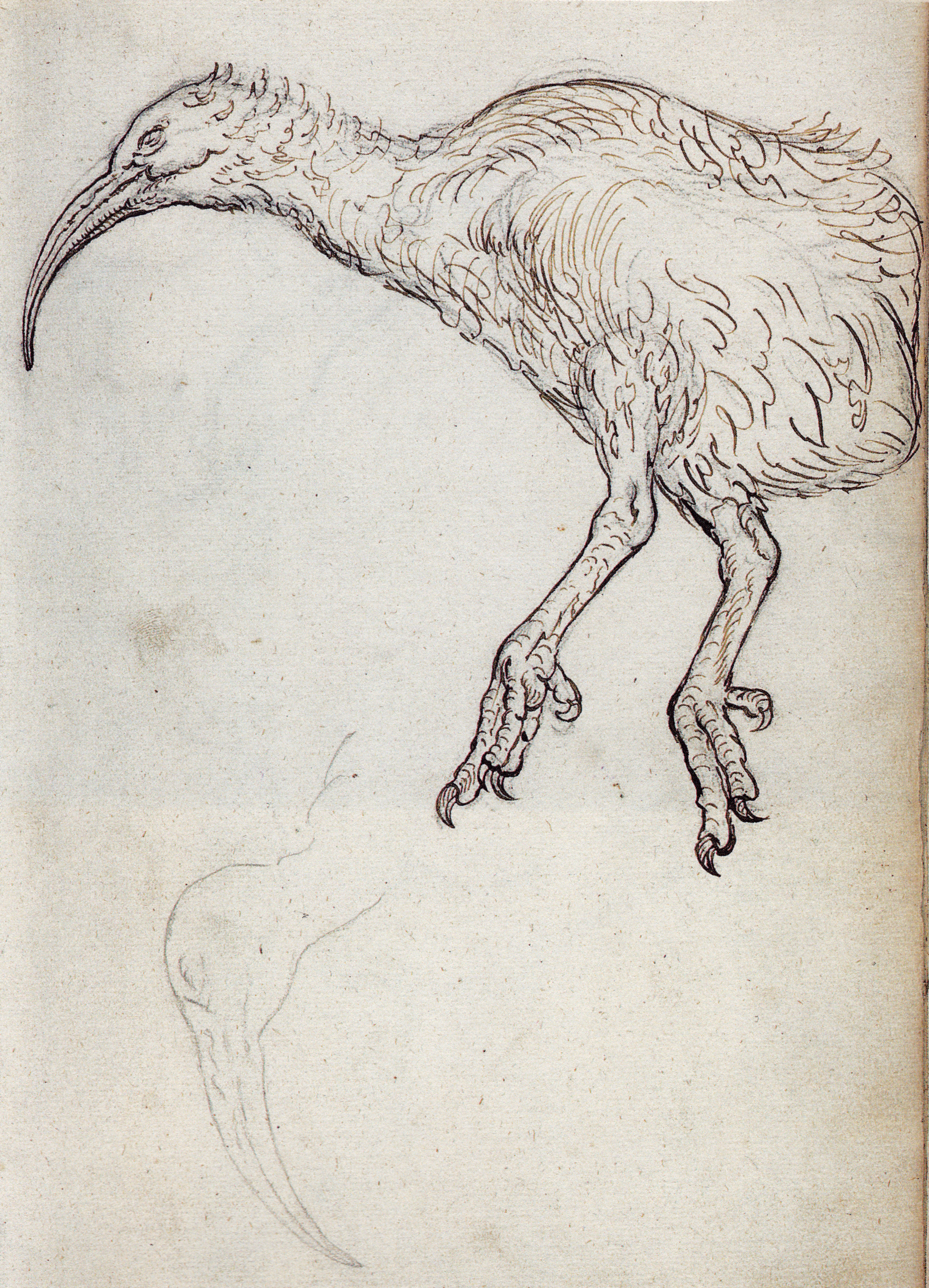
Szkic z 1601 ukazujący upolowany okaz

W notatkach Hoffmanna chruścielowiec rdzawy wspomniany jest pod zniemczoną wersją holenderskiego określenia pierwotnie stosowanego dla dodo, dod-aers, zaś John Marshall używał wyrażenia „czerwona kura” na zmianę z „dodo” w 1668. Ekolog Anthony Cheke zasugerował, że nazwa „dodo” została przypisana chruścielowcom rdzawym po tym, jak te wielkie gołębie wymarły, stąd wszystkie odniesienia do „dodo” po 1662 odnoszą się do chruścielowca. Notatka z 1681 dotycząca „dodo”, wcześniej uznawana za opisująca właśnie tego ptaka, zawiera informację o twardym mięsie, co pasuje raczej do chruścielowca. Errol Fuller podał w wątpliwość pochodzącą z 1662 obserwację „dodo”, jako że płaczliwy dźwięk cierpiącego ptaka pasuje bardziej do chruściela. Milne-Edwards zasugerował, że pierwsi podróżnicy na wyspie mogli mylić młode dodo z chruścielowcami.

### Wymarcie
Oprócz zagrożenia ze strony polujących ludzi, chruścielowce rdzawe poprzez gniazdowanie na ziemi były również narażone ze strony świń i innych introdukowanych zwierząt, które zjadały ich jaja i młode, co najpewniej przyczyniło się do wymarcia. Zdziczałe koty, efektywni łowcy naziemnych ptaków, przybrały na liczebności w latach 80. XVII wieku. Gdy François Leguat, zaznajomiony już wcześniej z chruścielowcem rodrigueskim, przybył na Mauritius w 1693 – zarejestrował rzadkość występowania chruścielowców rdzawych. Jest to ostatnia informacja o tym ptaku, stąd wywnioskowano, że wymarł około 1700.